# Улыбка
Улы́бка — выразительные движения мышц лица, губ, глаз, показывающие расположение к смеху или выражающие удовольствие, приветствие, радость, доброжелательность либо иронию, насмешку (ухмылку).

## Улыбка в традиционной русской культуре
В русской культуре невербальное поведение и выразительность мимики имеют особое значение. Стефаненко Т. Г. был проведён контент-анализ романа Л. Н. Толстого «Анна Каренина», который продемонстрировал, что Толстой отразил в романе широкую распространённость улыбки как элемента невербального поведения русского человека.
Великий русский писатель представил также богатство языковых средств для описания улыбок, часто одновременно отражающих несколько эмоций. Важнейшей для Толстого является коммуникативная функция улыбки, поскольку в процессе общения его герои, прежде всего, стремятся передать то, что они чувствуют. Улыбки сопровождают речь и выступают самостоятельным элементом коммуникации. Они сопутствуют самым значимым ситуациям в жизни персонажей — рождению, венчанию и даже смерти. Предполагается, что неулыбчивость это скорее особенность не традиционной русской, а постсоветской культуры.
Жившие в XIX веке герои Л. Н. Толстого постоянно улыбаются при общении друг с другом и даже, ведя внутренний диалог. Стефаненко проанализировала книгу Толстого с исследовательскими целями, используя качественно-количественный метод анализа, при котором подсчитывались все появления индикаторов категорий «улыбка» и «улыбаться», их производных и синонимов. Задачей было показать, что в традиционной русской культуре высока значимость такого элемента, как улыбка. В результате исследования было обнаружено, что слов, начинающихся с «улыб…» (существительных, глаголов, причастий, деепричастий) оказалось более 550. К улыбкам следует добавить и немногочисленные «ухмылки» и «усмешки». Улыбаются более 80 персонажей романа: от главных героев до единожды появляющихся, от дворян до дворовых. Улыбаются и другие представители высшего сословия, вплоть до безымянных.
Толстой и его современники так же различали вежливые улыбки («обычные, для всех») и улыбки притворные. Герои романа, улыбаясь, выражают многие эмоции, часто не одну, а несколько, поэтому имя улыбки оказывается «сложносочинённым» — «торжества и счастья», «ласково-холодная», «счастья и возбуждения», «блаженная и восторженная», «тихая, радостная, хотя и несколько грустная», «счастливая и скромно торжествующая». Но даже в подобных случаях Толстой, описывая улыбку, нередко добавляет характеристики, отражающие отношение к людям – гуманистические и коммуникативные: «весёлая и одобрительная», «весёлая, дружелюбная», «спокойная и добродушная». Иными словами, как отмечает Крейдлин Г. Е., «… за улыбкой как невербальным средством выражения испытываемого чувства или переживания всегда стоят социальные мотивы, связанные, главным образом, с коммуникативным взаимодействием людей».
Коммуникативную функцию улыбок можно чётко проследить и при описании Толстым ситуаций взаимодействия его героев.
- Во-первых, улыбки выступают как самостоятельный элемент.
- Во-вторых, улыбки сопровождают речь: герои с улыбкой здороваются, прощаются, благодарят. Персонажи Толстого могут улыбаться и одними глазами, но, даже если они улыбаются губами, писатель очень часто, чтобы описать переполняющие их эмоции, объединяет два элемента невербального поведения: улыбку и взгляд.

Внутренний диалог героев Толстого также сопровождается улыбкой: они «с улыбкой думают», «улыбаются своим мыслям», «улыбаются при вопросе себе», «говорят себе с улыбкой», у них «улыбка в душе». Все эти примеры свидетельствуют даже не о том, что русский человек не отличается от представителей других культур и народов, поскольку и у него одной из важнейших функций улыбки является функция коммуникативная. Они свидетельствуют о том, что улыбка широко используется русскими людьми при общении. Если у англосаксов при обмене информацией «важно то, что люди хотят сказать, а не то, что они в данный момент думают или чувствуют», то русские люди при общении стремятся передать то, что они чувствуют и в этом им помогают улыбки.
Есть ещё два свидетельства: 
- Первое — мы с детства помним, что А. С. Пушкин не любил «уст румяных без улыбки».
- Второе — в «Частотном словаре рассказов А. И. Куприна» слово «улыбка» занимает вполне достойное место: среди 9510 слов, встретившихся более двух раз, делит 304—309 места, будучи упомянутой 111 раз. К этому нужно добавить, что глаголы «улыбаться» и «улыбнуться» упоминались Куприным 106 раз[6].

Улыбчивость была элементом невербального поведения русского человека, но правила невербального выражения эмоций, обусловленные культурой, в России со сменой эпох и трансформацией культуры изменились, что проявилось в уменьшении использования улыбок при общении.

## Улыбка в межкультурной коммуникации
Улыбка многозначна не только в рамках одной культуры, но и по-разному проявляется и интерпретируется в разных лингвокультурах. Мимика в целом и улыбка в частности являются важной составляющей невербальной коммуникации. Исследования показывают, что при общении вербальной составляющей придаётся всего 7 % значимости, 38 % — паралингвистическим средствам и 55 % — невербальным средствам общения. Получается, что 93 % смысла выводится по тому, как мы говорим, а не по тому, что мы говорим.
Из мимических движений лучше всего исследована улыбка. Вот что пишет об улыбке Н. И. Формановская: «Улыбка, как и вежливость, существует только для другого, никакой "самоценностью" она не обладает, а, посланная собеседнику, имеет поистине магическую силу». Послушаем В. Солоухина: "А ведь у людей в распоряжении есть… улыбка. Посмотрите, почти все у человека предназначено для самого себя: глаза — смотреть, ноги — ходить, рот — поглощать пищу, — всё нужно самому себе, кроме улыбки. Улыбка самому себе не нужна. Улыбка предназначена другим людям, чтобы им с вами было хорошо, радостно и легко».
Улыбка, как знак невербальной коммуникации многозначна: с её помощью передают своё хорошее настроение, симпатию к своему собеседнику, снисхождение или иронию по отношению к нему, показывают доброжелательность, а также хорошее воспитание. Улыбка очень по-разному используется и интерпретируется в разных культурах.  В целом, улыбка во всех культурах Запада ассоциируется, прежде всего, с радостью, положительными эмоциями, тогда как типичная улыбчивость азиатов может являться одновременно как выражением положительных эмоций (симпатии, радости и т.д.), так и средством скрыть негативные (недовольство, удивление, растерянность и т.д.).
Рассмотрим подробнее особенности улыбки в разных культурах. А. В. Павловская пишет: «Каждый народ улыбается в разных ситуациях. Конечно, есть улыбка вежливости, присущая, кстати, в большой степени английской культуре и являющаяся частью воспитания и хорошего поведения. Есть улыбка американская - крайняя степень формальности, когда в неё часто не вкладывается уже никакого смысла, ничего, кроме механического движения мышц да демонстрации работы своего дантиста. Но у каждого народа существуют моменты, когда улыбка является естественным и неудержимым выражением чувств, когда за ней стоит истинное движение души и сердца. Особенно это заметно у народов, привыкших скрывать свои чувства. Людей Запада удивляет, а иногда и пугает неулыбчивость, угрюмость и мрачность русских: русское сознание не воспринимает улыбку как адресованную кому, как бы не видит в ней коммуникативного смысла, воспринимая её как отражательный, симптоматический сигнал настроения — благополучия. Улыбка и смех — только в минуты радости, отдыха, лёгкости души. Во всех остальных случаях это глупость. Наоборот, русские люди, попав в англоязычный мир, недоумевают по поводу улыбок».
«Когда меня, — пишет далее С. Г. Тер-Минасова, — счастливицу, вернувшуюся из стажировки в Лондонском университете, коллеги спросили, что же меня поразило больше всего, я ответила сразу: «Они улыбаются. Везде: на улице, в поликлинике, у лифта, абсолютно повсюду улыбаются совершенно незнакомым людям, от чего у меня несколько месяцев был культурный шок». Автор резюмирует: «Итак, они огорчены, возмущены, шокированы тем, что мы не улыбаемся; мы с удивлением отмечаем, что они улыбаются всем, всегда и везде. Решение этой „загадки” лежит на поверхности: это типичный пример конфликта культур. В западном мире улыбка одновременно и формальный знак культуры, не имеющий ничего общего с искренним расположением к тому, кому ты улыбаешься, и, разумеется, как и у всего человечества, биологическая реакция на положительные эмоции; у русских — только последнее. И не надо по этому поводу ни волноваться, ни пожимать плечами, ни подозревать в кознях — все нормально, все естественно: в одной культуре — так, в другой — иначе».
Особенно отличается «улыбка японская», неправильная интерпретация которой может привести к культурному шоку. Например, европейцев шокирует то, что японцы с улыбкой говорят о таких вещах, как болезнь или смерть близких людей. Это послужило основой для формирования стереотипа об их бездушии, жестокости и цинизме. Однако в подобных случаях улыбку надо понимать в том смысле, какой она имеет в японской культуре поведения, а не в европейской. В Японии улыбка означает нежелание беспокоить окружающих своими личными горестями и проблемами. В книге «Ветка сакуры» В. В. Овчинников пишет: «Если фразу „у меня серьёзно заболела жена“ японец произносит с улыбкой, дело тут ни в каких-то загадках восточной души. Он просто хочет подчеркнуть, что его личные горести не должны беспокоить окружающих. Обуздывать, подавлять свои эмоции ради учтивости японцы считают логичным. Но именно эта черта чаще всего навлекает на них подозрение в коварстве».
Во время Второй мировой войны, когда в японские семьи стали приходить извещения о гибели близких, родственники встречали эти новости с улыбкой, хотя, несомненно, они испытывали глубокую скорбь. В этом — проявление японской деликатности.

## Признаки обмана с помощью улыбки
П. Экман в течение двух лет проводил исследование, касающееся важности мимики при выявлении обмана. Оценивая по видеозаписям выражения лиц участников эксперимента в момент произнесения ими лжи или правды, были обнаружены различия между двумя типами улыбок. Когда участники на самом деле получали удовольствие, на их лицах были улыбки более прочувствованные, а когда лгали, на их лицах были так называемые улыбки-маски.
Существование различных типов улыбок подтвердилось также исследованиями детей и взрослых, проводившимися в Америке и других странах при самых различных обстоятельствах, не ограниченных ситуациями, связанными с ложью. Было обнаружено, что при искренних улыбках ощущения людей и процессы, происходящие в их мозгу, отличаются от того, что происходит при всех прочих улыбках. Лучшим признаком искренности улыбки, вызванной ощущением удовольствия, является участие в ней не только губ, но и мышц, расположенных вокруг глаз. Однако морщинки в виде «паучьих лапок» у внешних уголков глаз не всегда указывают на искренность улыбки. «Паучьи лапки» являются достоверным признаком искренности улыбки только в том случае, если человек испытывает не очень большое удовольствие и улыбается слегка. При широкой улыбке губы сильно растягиваются, что само по себе приводит к появлению «паучьих лапок», и тогда надо обращать внимание на брови. В случае искреннего удовольствия в улыбке участвуют мышцы глаз, и тогда брови чуть-чуть опускаются. Это тонкий признак, но люди могут замечать его и без всякой специальной подготовки.

## Безответная улыбка у детей
В Москве, в период с сентября 1993 по апрель 1994 было проведено исследование (при поддержке фонда Сороса и РГНФ грант № 02-01-00035) с целью проанализировать социальные функции улыбки у московских школьников 6—7 лет. Наблюдения проводились во время больших перемен между уроками.
В результате наблюдений выяснилось, что если не принимать в расчёт пол партнёра, то мальчики и девочки не различаются по числу безответных улыбок как собственных, так и адресованных им. Если же учесть пол партнёра, то оказывается, что эффект пола очень значителен. Однонаправленные улыбки встречаются чаще в однополых парах, чем в разнополых.
Безответная улыбка чаще наблюдается среди мальчиков. Смысл безответной улыбки не тот, что у безответного смеха. Улыбка выражает стремление дружить, заискивание и покорность. Таким образом, основная цель улыбки – завоевать расположение высокорангового партнёра. В 6—7 лет подобные отношения существуют в основном в пределах одного пола.
Анализ показал, что важен лишь ранг адресата улыбки, но не того, кто улыбается. Дети чаще всего улыбаются высокоранговым партнёрам, которые не снисходят до улыбки. Из 20 детей, 17 чаще посылали улыбки «вверх» по социальной лестнице и лишь у 3 наблюдалось обратное.

## Этологияулыбки
У приматов с мягкой формой доминирования смех и улыбка сблизились в процессе эволюции. Высокоранговые особи могут адресовать улыбку низкоранговым, в результате чего данный сигнал может стать знаком дружелюбия. То же самое наблюдается и у человека. Улыбка лучше подчиняется волевому контролю, чем смех, и в этом отношении она ближе к жестам и словам.
Наблюдения за обезьянами показали, что игровое лицо характерно для «грубой» игры детёнышей и подростков обезьян. Оно сопряжено с игровым покусыванием и является демонстрацией лёгкой агрессивности и вместе с тем дружественных намерений. Улыбка человека, таким образом, это вовсе не всегда ослабленная копия смеха. Это производная от мимических выражений лица у предков человека. Выводы относительно различного происхождения смеха и улыбки нашли подтверждение при наблюдении за детьми. Установлено, что дошкольники чаще улыбаются, инициируя социальные контакты с высокоранговыми детьми, нежели наоборот. В этом контексте улыбка выполняет функцию умиротворения, сходную с мимикой подчинения и страха у обезьян.
Наблюдения за гориллами показали, что при игре они открывают пасть и прикрывают зубы рукой, такую гримасу учёные соотносят со смехом. Иногда горилла открывает оба ряда зубов, когда обезьяна хочет попросить о чём-то или сгладить неловкость. Если игра становится рискованной, горилла начинает «улыбаться» напарнику — и это служит дополнительным мирным сигналом.

## Интересные факты
Хоть «улыбчивость» весьма абстрактный показатель, некоторые люди пытаются измерять «улыбчивость» разных стран.

## Галерея

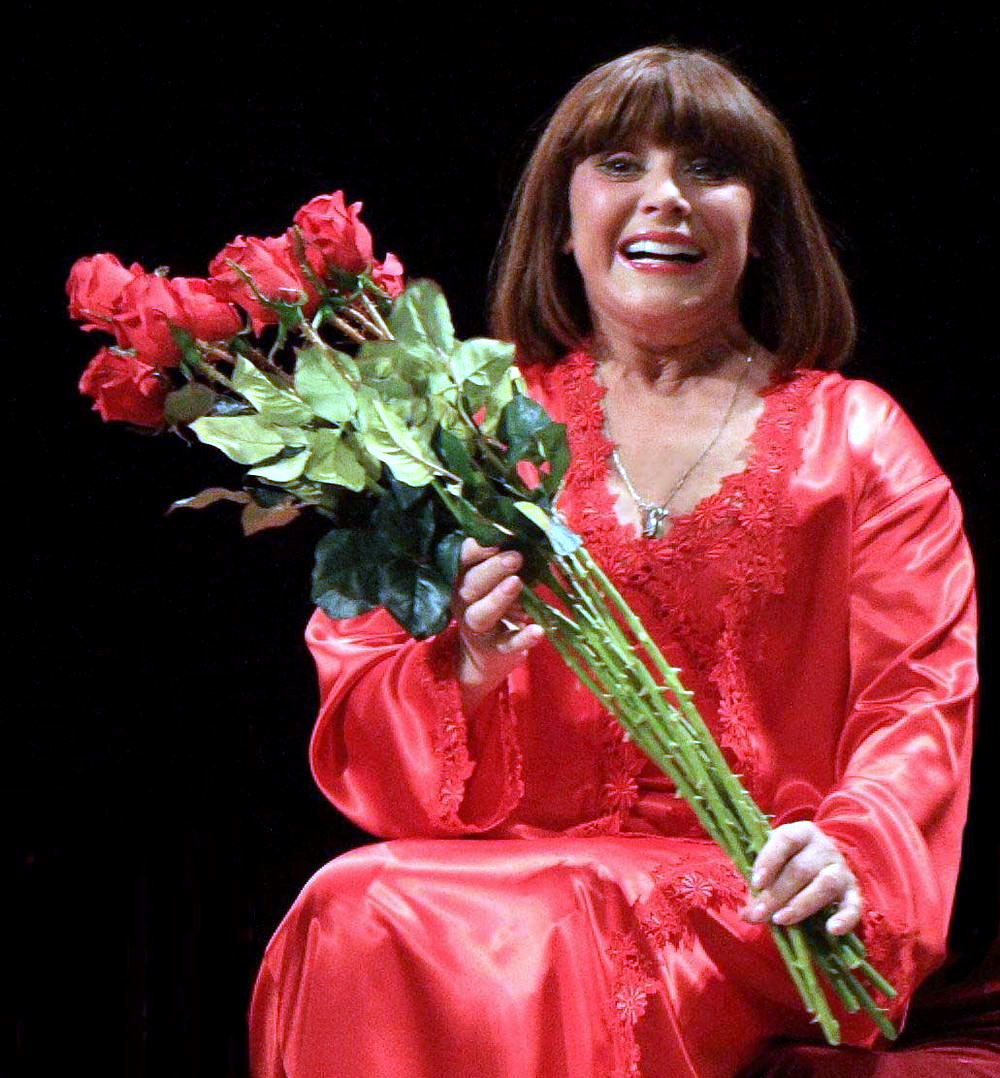
Улыбка Варлей
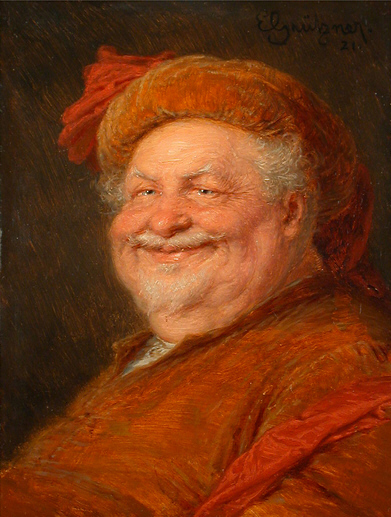
Эдуард фон Грютцнер, Фальстаф
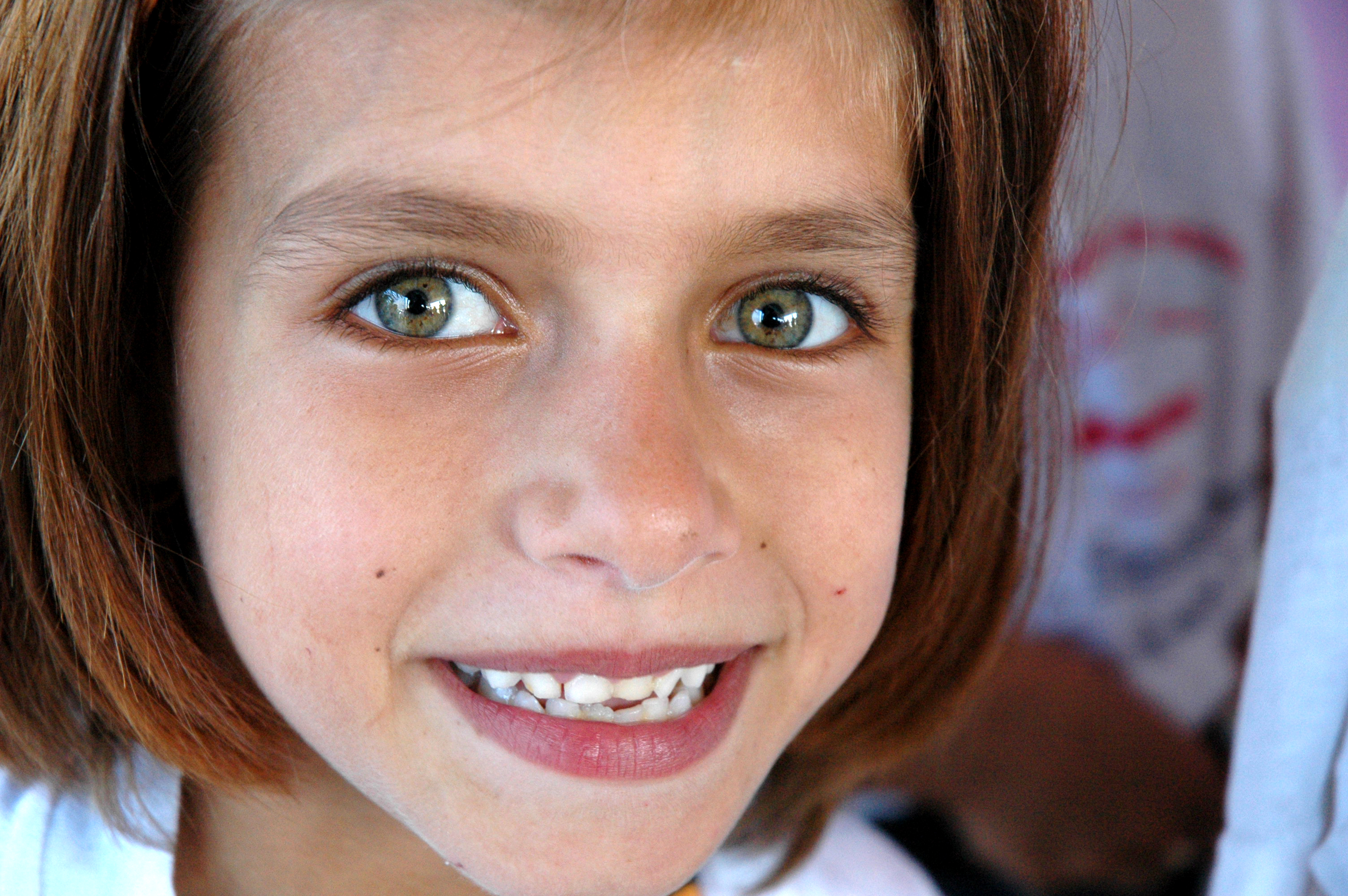
Улыбка девочки
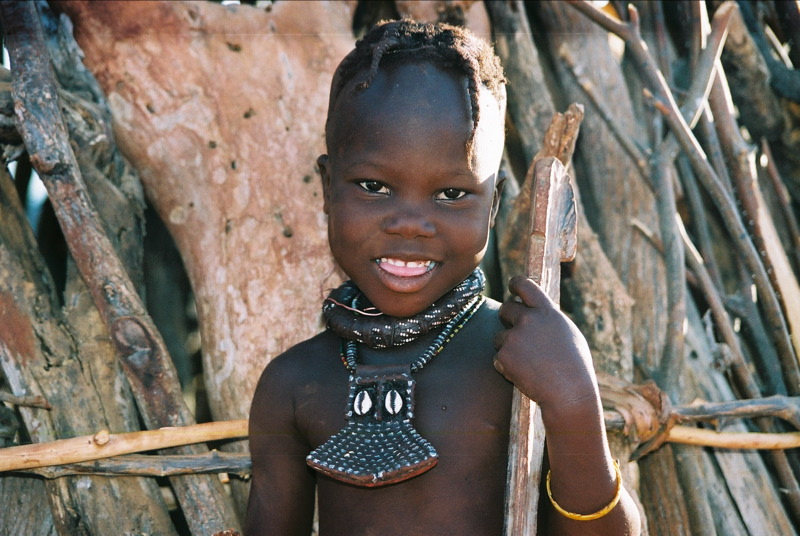
Улыбка африканской девочки
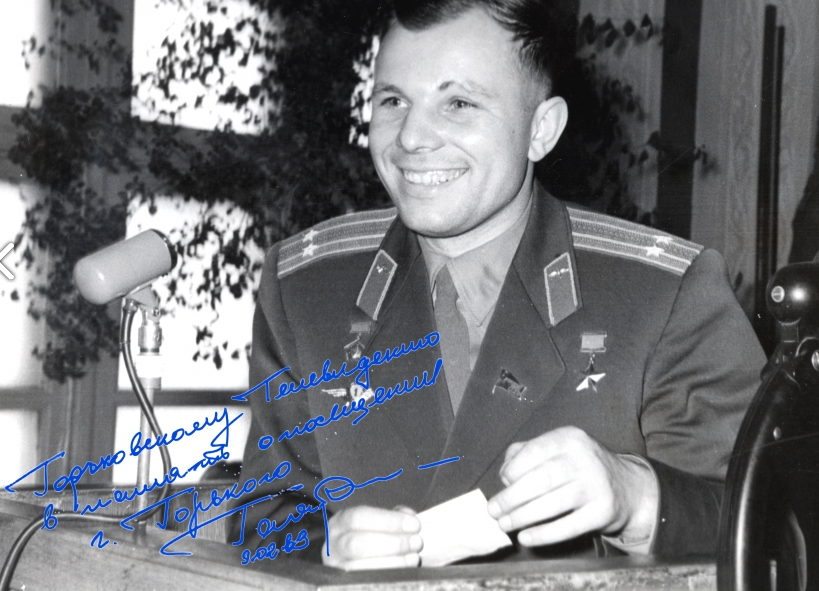
Улыбка Ю. А. Гагарина